# Жуль Гарсен
Жуль Гарсен (фр. Jules Garcin; 11 липня 1830 — 10 жовтня 1896) — французький скрипаль, диригент і композитор.
Закінчив Паризьку консерваторію (1853). У 1871 р. виступив разом з Камілем Сен-Санса, Габріелем Форе, Жулем Массне та іншими музикантами, співзасновником Національного музичного товариства, призначеного для пропаганди сучасної французької музики. У 1885—1892 роках був головним диригентом Оркестру концертного суспільства Паризької консерваторії — на цій посаді, зокрема, диригував прем'єрою Симфонії Сезара Франка (17 лютого 1889 р.). З творів Гарсен найбільш відоме Концертіно для альта з оркестром (соч.19, 1878) — рідкісний для XIX століття зразок твору, спеціально написаного для цього інструмента.